# Phase qualificative de la Coupe du monde de football 2010
Navigation
Éliminatoires de la Coupe du monde 2006 Éliminatoires de la Coupe du monde 2014
Les qualifications pour la Coupe du monde 2010 de football mettent aux prises 203 équipes nationales (sans compter l'Afrique du Sud qualifiée d'office car pays hôte) afin de qualifier 32 formations pour disputer la phase finale qui se jouera en Afrique du Sud.
Les qualifications sont organisées par continents (ou confédérations continentales). De ce fait, la difficulté pour obtenir une place en phase finale dépend à la fois du niveau du jeu et du nombre de places réservées au continent d'origine d'une équipe. 
Les qualifications sur les continents où le football n'est pas un sport très répandu sont souvent considérées comme faciles pour les plus grandes équipes de ceux-ci.
L'Afrique du Sud, pays organisateur, est qualifiée d'office comme le veut la règle habituelle. Il s'agit de la « récompenser » de ses efforts (infrastructures, accueil, organisation, etc.) en lui permettant de mobiliser tout le pays autour du projet, de s'assurer un succès auprès du public local et donc de mieux remplir les stades. Toutefois les éliminatoires de la confédération africaine étant communs avec ceux de la Coupe d'Afrique des nations de football 2010, l'Afrique du Sud y participe.

## Liste des qualifiés

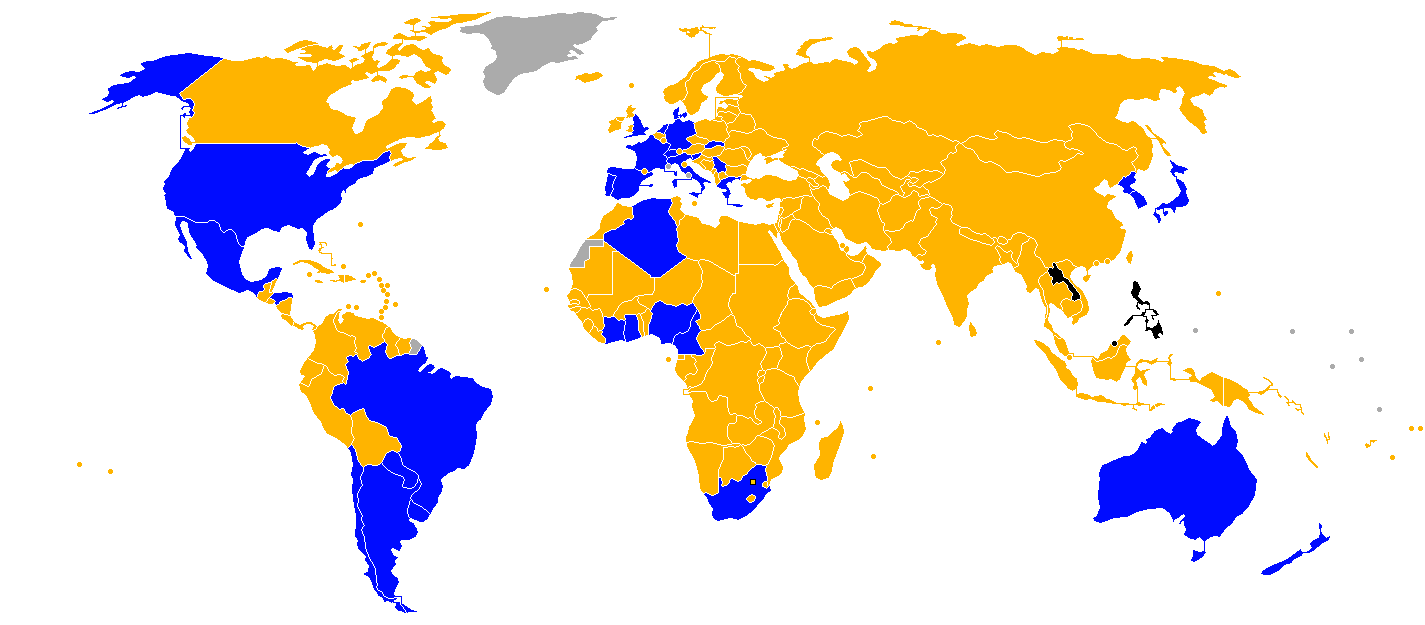
Équipes qualifiées pour la Coupe du monde.
Équipes non qualifiées.
Pays n'ayant pas participé à la phase qualificative.
Pays non membres de la FIFA.

| Équipe           | Parcours                                              | Date de qualification | Phase finale | Participations consécutives | Dernière participation | Meilleure performance passée             | Classement FIFA |
| ---------------- | ----------------------------------------------------- | --------------------- | ------------ | --------------------------- | ---------------------- | ---------------------------------------- | --------------- |
| Afrique du Sud   | Qualifié d’office (hôte)                              | 15 mai 2004           | 3e           | 1                           | 2002                   | 1er tour (1998, 2002)                    | 85e             |
| Danemark         | Europe, groupe 1 1re place                            | 10 octobre 2009       | 4e           | 1                           | 2002                   | Quart de finale (1998)                   | 27e             |
| Suisse           | Europe, groupe 2 1re place                            | 14 octobre 2009       | 9e           | 2                           | 2006                   | Quart de finale (1934, 1938, 1954)       | 13e             |
| Slovaquie        | Europe, groupe 3 1re place                            | 14 octobre 2009       | 1re          | 1                           | -                      | Finaliste (1934, 1962)                   | 33e             |
| Allemagne        | Europe, groupe 4 1re place                            | 10 octobre 2009       | 17e          | 15                          | 2006                   | Vainqueur (1954, 1974, 1990)             | 5e              |
| Espagne          | Europe, groupe 5 1re place                            | 9 septembre 2009      | 13e          | 9                           | 2006                   | 4e place (1950)                          | 2e              |
| Angleterre       | Europe, groupe 6 1re place                            | 9 septembre 2009      | 13e          | 4                           | 2006                   | Vainqueur (1966)                         | 7e              |
| Serbie           | Europe, groupe 7 1re place                            | 10 octobre 2009       | 1re          | 1                           | -                      | (Yougoslavie : 4e 1930, 1962)            | 20e             |
| Italie           | Europe, groupe 8 1re place                            | 10 octobre 2009       | 17e          | 13                          | 2006                   | Vainqueur (1934, 1938, 1982, 2006)       | 4e              |
| Pays-Bas         | Europe, groupe 9 1re place                            | 6 juin 2009           | 9e           | 2                           | 2006                   | Finaliste (1974, 1978)                   | 3e              |
| France           | Europe, barrage Vainqueur                             | 18 novembre 2009      | 13e          | 4                           | 2006                   | Vainqueur (1998)                         | 9e              |
| Portugal         | Europe, barrage Vainqueur                             | 18 novembre 2009      | 5e           | 3                           | 2006                   | 3e place (1966)                          | 10e             |
| Grèce            | Europe, barrage Vainqueur                             | 18 novembre 2009      | 2e           | 1                           | 1994                   | 1er tour (1994)                          | 16e             |
| Slovénie         | Europe, barrage Vainqueur                             | 18 novembre 2009      | 2e           | 1                           | 2002                   | 1er tour (2002)                          | 49e             |
| Brésil           | Amérique du Sud 1re place                             | 5 septembre 2009      | 19e          | 19                          | 2006                   | Vainqueur (1958, 1962, 1970, 1994, 2002) | 1er             |
| Chili            | Amérique du Sud 2e place                              | 10 octobre 2009       | 8e           | 1                           | 1998                   | 3e place (1962)                          | 17e             |
| Paraguay         | Amérique du Sud 3e place                              | 9 septembre 2009      | 8e           | 4                           | 2006                   | Huitième de finale (1986, 1998, 2002)    | 21e             |
| Argentine        | Amérique du Sud 4e place                              | 14 octobre 2009       | 15e          | 10                          | 2006                   | Vainqueur (1978, 1986)                   | 6e              |
| Cameroun         | Afrique, 3e tour, groupe A 1re place                  | 14 novembre 2009      | 6e           | 1                           | 2002                   | Quart de finale (1990)                   | 14e             |
| Nigeria          | Afrique, 3e tour, groupe B 1re place                  | 14 novembre 2009      | 4e           | 1                           | 2002                   | Huitième de finale (1994, 1998)          | 32e             |
| Algérie          | Afrique, 3e tour, groupe C 1re place                  | 18 novembre 2009      | 3e           | 1                           | 1986                   | 1er tour (1982, 1986)                    | 26e             |
| Ghana            | Afrique, 3e tour, groupe D 1re place                  | 6 septembre 2009      | 2e           | 2                           | 2006                   | Huitième de finale (2006)                | 38e             |
| Côte d'Ivoire    | Afrique, 3e tour, groupe E 1re place                  | 10 octobre 2009       | 2e           | 2                           | 2006                   | 1er tour (2006)                          | 19e             |
| Australie        | Asie, 4e tour, groupe 1 1re place                     | 6 juin 2009           | 3e           | 2                           | 2006                   | Huitième de finale (2006)                | 24e             |
| Corée du Sud     | Asie, 4e tour, groupe 2 1re place                     | 6 juin 2009           | 8e           | 7                           | 2006                   | 4e place (2002)                          | 48e             |
| Japon            | Asie, 4e tour, groupe 1 2e place                      | 6 juin 2009           | 4e           | 4                           | 2006                   | Huitième de finale (2002)                | 40e             |
| Corée du Nord    | Asie, 4e tour, groupe 2 2e place                      | 17 juin 2009          | 2e           | 1                           | 1966                   | Quart de finale (1966)                   | 91e             |
| États-Unis       | Amérique du Nord, Cent. & Caraïbes, 4e tour 1re place | 10 octobre 2009       | 9e           | 6                           | 2006                   | 3e place (1930)                          | 11e             |
| Mexique          | Amérique du Nord, Cent. & Caraïbes, 4e tour 2e place  | 10 octobre 2009       | 14e          | 5                           | 2006                   | Quart de finale (1970, 1986)             | 18e             |
| Honduras         | Amérique du Nord, Cent. & Caraïbes, 4e tour 3e place  | 14 octobre 2009       | 2e           | 1                           | 1982                   | 1er tour (1982)                          | 35e             |
| Uruguay          | Barrage AmSud - AmNord Vainqueur                      | 18 novembre 2009      | 11e          | 1                           | 2002                   | Vainqueur (1930, 1950)                   | 25e             |
| Nouvelle-Zélande | Barrage Océanie - Asie Vainqueur                      | 14 novembre 2009      | 2e           | 1                           | 1982                   | 1er tour (1982)                          | 83e             |

Non-qualifiés de l'édition 2006 :
- Ukraine Quarts de finale
- Équateur Huitième de finale
- Suède Huitième de finale
- Angola 1er tour
- Arabie saoudite 1er tour
- Costa Rica 1er tour
- Croatie 1er tour
- Iran 1er tour
- Pologne 1er tour
- Tchéquie 1er tour
- Togo 1er tour
- Trinité-et-Tobago 1er tour

## Format des qualifications
|                                    | Confédération | Nom de la zone                                   | Équipes engagées | Équipes éliminées | Équipes qualifiées | Date de fin des qualifications |
| ---------------------------------- | ------------- | ------------------------------------------------ | ---------------- | ----------------- | ------------------ | ------------------------------ |
|                                    | UEFA          | Europe (article)                                 | 53               | 40                | 13                 | 18 novembre 2009               |
|                                    | CAF           | Afrique (article)                                | 52               | 43                | 5                  | 18 novembre 2009               |
| Afrique du Sud (pays organisateur) | CAF           | Afrique (article)                                |                  |                   |                    | 18 novembre 2009               |
|                                    | CONCACAF      | Amérique du Nord, Centrale et Caraïbes (article) | 35               | 32                | 3                  | 14 novembre 2009               |
|                                    | CONMEBOL      | Amérique du Sud (article)                        | 10               | 5                 | 5                  | 14 novembre 2009               |
|                                    | AFC           | Asie (article)                                   | 43               | 39                | 4 ou 5             | 9 novembre 2009                |
|                                    | OFC           | Océanie (article)                                | 10               | 9                 | 0 ou 1             | 19 novembre 2008               |
| Total                              | Total         | Total                                            | 203+1            | 172               | 31+1               |                                |

Depuis 2006, l'équipe championne du monde en titre n'est plus qualifiée d'office pour la phase finale.
Deux rencontres intercontinentales, entre une équipe de quatre confédérations, distribuent, en novembre 2009, les dernières places. Entre Amérique du Nord, Centrale et Caraïbes (CONCACAF), Amérique du Sud (CONMEBOL), Asie (AFC), Océanie (OFC). Les confrontations ont été déterminées par tirage au sort.
- Océanie - Asie
- Amérique du Sud - Amérique du Nord, Centrale et Caraïbes.

## Résultats des qualifications par confédération

### Europe
Les éliminatoires de la zone Europe (UEFA) opposent 53 nations pour 13 places qualificatives. Les 53 pays sont répartis en huit groupes de six équipes et un groupe de cinq équipes, qui se rencontrent en matchs aller-retour. Les premiers de chaque groupe sont qualifiés pour la Coupe du monde 2010. Les huit meilleurs deuxièmes participent à un match de barrage (aller-retour), tandis que le neuvième (la  Norvège dans le groupe 9) est éliminé en tant que moins bon deuxième. Les quatre vainqueurs de ces matchs de barrage sont qualifiés pour la Coupe du monde 2010.

#### Groupes qualificatifs
| Rang | Équipe   | Pts | J  | G | N | P | Bp | Bc | Diff |
| ---- | -------- | --- | -- | - | - | - | -- | -- | ---- |
| 1    | Danemark | 21  | 10 | 6 | 3 | 1 | 16 | 5  | +11  |
| 2    | Portugal | 19  | 10 | 5 | 4 | 1 | 17 | 5  | +12  |
| 3    | Suède    | 18  | 10 | 5 | 3 | 2 | 13 | 5  | +8   |
| 4    | Hongrie  | 16  | 10 | 5 | 1 | 4 | 10 | 8  | +2   |
| 5    | Albanie  | 7   | 10 | 1 | 4 | 5 | 6  | 13 | -7   |
| 6    | Malte    | 1   | 10 | 0 | 1 | 9 | 0  | 26 | -26  |

| Rang | Équipe     | Pts | J  | G | N | P | Bp | Bc | Diff |
| ---- | ---------- | --- | -- | - | - | - | -- | -- | ---- |
| 1    | Suisse     | 21  | 10 | 6 | 3 | 1 | 18 | 8  | +10  |
| 2    | Grèce      | 20  | 10 | 6 | 2 | 2 | 20 | 10 | +10  |
| 3    | Lettonie   | 17  | 10 | 5 | 2 | 3 | 18 | 15 | +3   |
| 4    | Israël     | 16  | 10 | 4 | 4 | 2 | 20 | 10 | +10  |
| 5    | Luxembourg | 5   | 10 | 1 | 2 | 7 | 4  | 25 | -21  |
| 6    | Moldavie   | 3   | 10 | 0 | 3 | 7 | 6  | 18 | -12  |

| Rang | Équipe          | Pts | J  | G | N | P  | Bp | Bc | Diff |
| ---- | --------------- | --- | -- | - | - | -- | -- | -- | ---- |
| 1    | Slovaquie       | 22  | 10 | 7 | 1 | 2  | 22 | 10 | +12  |
| 2    | Slovénie        | 20  | 10 | 6 | 2 | 2  | 18 | 4  | +14  |
| 3    | Tchéquie        | 16  | 10 | 4 | 4 | 2  | 17 | 6  | +11  |
| 4    | Irlande du Nord | 15  | 10 | 4 | 3 | 3  | 13 | 9  | +4   |
| 5    | Pologne         | 11  | 10 | 3 | 2 | 5  | 19 | 14 | +5   |
| 6    | Saint-Marin     | 0   | 10 | 0 | 0 | 10 | 1  | 47 | -46  |

| Rang | Équipe         | Pts | J  | G | N | P | Bp | Bc | Diff |
| ---- | -------------- | --- | -- | - | - | - | -- | -- | ---- |
| 1    | Allemagne      | 26  | 10 | 8 | 2 | 0 | 26 | 5  | +21  |
| 2    | Russie         | 22  | 10 | 7 | 1 | 2 | 19 | 6  | +13  |
| 3    | Finlande       | 18  | 10 | 5 | 3 | 2 | 14 | 14 | 0    |
| 4    | Pays de Galles | 12  | 10 | 4 | 0 | 6 | 9  | 12 | -3   |
| 5    | Azerbaïdjan    | 5   | 10 | 1 | 2 | 7 | 4  | 14 | -10  |
| 6    | Liechtenstein  | 2   | 10 | 0 | 2 | 8 | 2  | 23 | -21  |

| Rang | Équipe             | Pts | J  | G  | N | P | Bp | Bc | Diff |
| ---- | ------------------ | --- | -- | -- | - | - | -- | -- | ---- |
| 1    | Espagne            | 30  | 10 | 10 | 0 | 0 | 28 | 5  | +23  |
| 2    | Bosnie-Herzégovine | 19  | 10 | 6  | 1 | 3 | 25 | 13 | +12  |
| 3    | Turquie            | 15  | 10 | 4  | 3 | 3 | 13 | 10 | +3   |
| 4    | Belgique           | 10  | 10 | 3  | 1 | 6 | 13 | 20 | -7   |
| 5    | Estonie            | 8   | 10 | 2  | 2 | 6 | 9  | 24 | -15  |
| 6    | Arménie            | 4   | 10 | 1  | 1 | 8 | 6  | 22 | -16  |

| Rang | Équipe      | Pts | J  | G | N | P  | Bp | Bc | Diff |
| ---- | ----------- | --- | -- | - | - | -- | -- | -- | ---- |
| 1    | Angleterre  | 27  | 10 | 9 | 0 | 1  | 34 | 6  | +28  |
| 2    | Ukraine     | 21  | 10 | 6 | 3 | 1  | 21 | 6  | +15  |
| 3    | Croatie     | 20  | 10 | 6 | 2 | 2  | 19 | 13 | +6   |
| 4    | Biélorussie | 13  | 10 | 4 | 1 | 5  | 19 | 14 | +5   |
| 5    | Kazakhstan  | 6   | 10 | 2 | 0 | 8  | 11 | 29 | -18  |
| 6    | Andorre     | 0   | 10 | 0 | 0 | 10 | 3  | 39 | -36  |

| Rang | Équipe     | Pts | J  | G | N | P | Bp | Bc | Diff |
| ---- | ---------- | --- | -- | - | - | - | -- | -- | ---- |
| 1    | Serbie     | 22  | 10 | 7 | 1 | 2 | 22 | 8  | +14  |
| 2    | France     | 21  | 10 | 6 | 3 | 1 | 18 | 9  | +9   |
| 3    | Autriche   | 14  | 10 | 4 | 2 | 4 | 14 | 15 | -1   |
| 4    | Lituanie   | 12  | 10 | 4 | 0 | 6 | 10 | 11 | -1   |
| 5    | Roumanie   | 12  | 10 | 3 | 3 | 4 | 12 | 18 | -6   |
| 6    | Îles Féroé | 4   | 10 | 1 | 1 | 8 | 5  | 20 | -15  |

| Rang | Équipe               | Pts | J  | G | N | P | Bp | Bc | Diff |
| ---- | -------------------- | --- | -- | - | - | - | -- | -- | ---- |
| 1    | Italie               | 24  | 10 | 7 | 3 | 0 | 18 | 7  | +11  |
| 2    | République d'Irlande | 18  | 10 | 4 | 6 | 0 | 12 | 8  | +4   |
| 3    | Bulgarie             | 14  | 10 | 3 | 5 | 2 | 17 | 13 | +4   |
| 4    | Chypre               | 9   | 10 | 2 | 3 | 5 | 14 | 16 | -2   |
| 5    | Monténégro           | 9   | 10 | 1 | 6 | 3 | 9  | 14 | -5   |
| 6    | Géorgie              | 3   | 10 | 0 | 3 | 7 | 7  | 19 | -12  |

| Groupe 9 \| Rang \| Équipe \| Pts \| J \| G \| N \| P \| Bp \| Bc \| Diff \| \| ---- \| --------- \| --- \| - \| - \| - \| - \| -- \| -- \| ---- \| \| 1 \| Pays-Bas \| 24 \| 8 \| 8 \| 0 \| 0 \| 17 \| 2 \| +15 \| \| 2 \| Norvège \| 10 \| 8 \| 2 \| 4 \| 2 \| 9 \| 7 \| +2 \| \| 3 \| Écosse \| 10 \| 8 \| 3 \| 1 \| 4 \| 6 \| 11 \| -5 \| \| 4 \| Macédoine \| 7 \| 8 \| 2 \| 1 \| 5 \| 5 \| 11 \| -6 \| \| 5 \| Islande \| 5 \| 8 \| 1 \| 2 \| 5 \| 7 \| 13 \| -6 \| |           |     |   |   |   |   |    |    |      |
| Rang | Équipe    | Pts | J | G | N | P | Bp | Bc | Diff |
| 1 | Pays-Bas  | 24  | 8 | 8 | 0 | 0 | 17 | 2  | +15  |
| 2 | Norvège   | 10  | 8 | 2 | 4 | 2 | 9  | 7  | +2   |
| 3 | Écosse    | 10  | 8 | 3 | 1 | 4 | 6  | 11 | -5   |
| 4 | Macédoine | 7   | 8 | 2 | 1 | 5 | 5  | 11 | -6   |
| 5 | Islande   | 5   | 8 | 1 | 2 | 5 | 7  | 13 | -6   |

#### Matchs de barrage
| Équipe 1             | Résultat  | Équipe 2           | Aller | Retour      |
| -------------------- | --------- | ------------------ | ----- | ----------- |
| République d'Irlande | 1 - 2     | France             | 0 - 1 | ap 1 - 1 ap |
| Portugal             | 2 - 0     | Bosnie-Herzégovine | 1 - 0 | 1 - 0       |
| Grèce                | 1 - 0     | Ukraine            | 0 - 0 | 1 - 0       |
| Russie               | E 2 - 2 E | Slovénie           | 2 - 1 | 0 - 1       |

Les deux matchs de barrages France 1-1 Irlande et Slovénie 1-0 Russie ont été au centre de vives polémiques. Dans le match retour France-Irlande, alors que l'Irlande mène 1-0, la France égalise grâce à un but validé par l'arbitre malgré une main de Thierry Henry pour contrôler un ballon qui filait en sortie de but, avant de réaliser sa passe décisive. L'Irlande demande l'annulation du match, et donc qu'il soit rejoué, ce que la FIFA refuse.
Durant le match retour Slovénie-Russie, l'arbitre exclut deux joueurs russes, Aleksandr Kerjakov et Iouri Jirkov, sur des fautes qui semblent inexistantes, et ne sanctionne pas des fautes slovènes qui semblent évidentes, l'erreur la plus flagrante étant deux fautes par deux Slovènes qui mettent à terre les deux défenseurs centraux russes pour inscrire le but de la qualification, rendant celui-ci non valable. De plus, les supporters slovènes sont accusés de lancés de couteau suisse et des pièces de monnaie sur le dos du gardien russe Igor Akinfeïev, de violences contre notamment une trentaine de supporters serbes venus supporter les Russes, et de chants obscènes. Guus Hiddink et les Russes sous le choc dénoncent un arbitrage pro-slovène et une attitude provocatrice du public slovène inacceptable. Comme la requête de l'Irlande contre l'arbitrage, la requête de la Russie contre l'arbitrage est refusée par la FIFA.
La France, le Portugal, la Grèce et la Slovénie se qualifient pour la Coupe du monde 2010.

#### Qualifiés
Danemark,  Suisse,  Slovaquie,  Allemagne,	 Espagne,  Angleterre,  Serbie,  Italie,  Pays-Bas

 France,  Portugal,  Grèce,  Slovénie

### Afrique
Les éliminatoires de la zone Afrique (CAF) sont disputés par 52 équipes ; l'Afrique du Sud, qui est quoi qu'il arrive qualifiée, y participe quand même car ces éliminatoires sont aussi ceux de la Coupe d'Afrique des nations 2010. Cinq places qualificatives sont attribuées à son terme.
Le premier tour est à élimination directe et met aux prises les dix équipes les moins bien classées de la zone Afrique au classement FIFA. Après les forfaits de Sao-Tome-Et-Principe ainsi que de la République centrafricaine, un nouveau tirage au sort a été effectué, les deux meilleures équipes du classement, Seychelles et Swaziland, étant désormais qualifiées directement pour le second tour. Les trois vainqueurs des trois rencontres accèdent au second tour. Précisons enfin qu'une de ces trois rencontres se joue en match simple.
Au second tour, les 48 nations restantes sont réparties en douze groupes de quatre équipes et se rencontrent en matchs aller-retour. Les premiers de chaque groupe sont qualifiés pour le troisième tour, ainsi que les 8 meilleurs deuxièmes.
Lors du troisième tour, les vingt nations restantes sont réparties en cinq groupes de quatre équipes et se rencontrent en matchs aller-retour. Les premiers de chaque groupe sont qualifiés pour la Coupe du monde 2010.

#### Tour final (3etour)
| Rang | Équipe   | Pts | J | G | N | P | Bp | Bc | Diff |
| ---- | -------- | --- | - | - | - | - | -- | -- | ---- |
| 1    | Cameroun | 13  | 6 | 4 | 1 | 1 | 9  | 2  | +7   |
| 2    | Gabon    | 9   | 6 | 3 | 0 | 3 | 9  | 7  | +2   |
| 3    | Togo     | 8   | 6 | 2 | 2 | 2 | 3  | 7  | -4   |
| 4    | Maroc    | 3   | 6 | 0 | 3 | 3 | 3  | 8  | -5   |

| Rang | Équipe     | Pts | J | G | N | P | Bp | Bc | Diff |
| ---- | ---------- | --- | - | - | - | - | -- | -- | ---- |
| 1    | Nigeria    | 12  | 6 | 3 | 3 | 0 | 9  | 4  | +5   |
| 2    | Tunisie    | 11  | 6 | 3 | 2 | 1 | 7  | 4  | +3   |
| 3    | Mozambique | 7   | 6 | 2 | 1 | 3 | 3  | 5  | -2   |
| 4    | Kenya      | 3   | 6 | 1 | 0 | 5 | 5  | 11 | -6   |

| Rang | Équipe  | Pts | J | G | N | P | Bp | Bc | Diff |
| ---- | ------- | --- | - | - | - | - | -- | -- | ---- |
| 1    | Algérie | 13  | 6 | 4 | 1 | 1 | 9  | 4  | +5   |
| 1    | Égypte  | 13  | 6 | 4 | 1 | 1 | 9  | 4  | +5   |
| 3    | Zambie  | 5   | 6 | 1 | 2 | 3 | 2  | 5  | -3   |
| 4    | Rwanda  | 2   | 6 | 0 | 2 | 4 | 1  | 8  | -7   |

|  | Match d'appui |   |
|  |               |   |
|  |               |   |
|  |               |   |
|  | Algérie       | 1 |
|  | Algérie       | 1 |
|  | Égypte        | 0 |
|  | Égypte        | 0 |

| Rang | Équipe | Pts | J | G | N | P | Bp | Bc | Diff |
| ---- | ------ | --- | - | - | - | - | -- | -- | ---- |
| 1    | Ghana  | 13  | 6 | 4 | 1 | 1 | 9  | 3  | +6   |
| 2    | Bénin  | 10  | 6 | 3 | 1 | 2 | 6  | 6  | 0    |
| 3    | Mali   | 9   | 6 | 2 | 3 | 1 | 8  | 7  | +1   |
| 4    | Soudan | 1   | 6 | 0 | 1 | 5 | 2  | 9  | -7   |

| Rang | Équipe        | Pts | J | G | N | P | Bp | Bc | Diff |
| ---- | ------------- | --- | - | - | - | - | -- | -- | ---- |
| 1    | Côte d'Ivoire | 16  | 6 | 5 | 1 | 0 | 19 | 4  | +15  |
| 2    | Burkina Faso  | 12  | 6 | 4 | 0 | 2 | 10 | 11 | -1   |
| 3    | Malawi        | 4   | 6 | 1 | 1 | 4 | 4  | 11 | -7   |
| 4    | Guinée        | 3   | 6 | 1 | 0 | 5 | 7  | 14 | -7   |

#### Qualifiés
- Afrique du Sud (Pays hôte)
- Cameroun
- Nigeria
- Algérie
- Ghana
- Côte d'Ivoire

### Amérique du Nord, centrale et Caraïbes

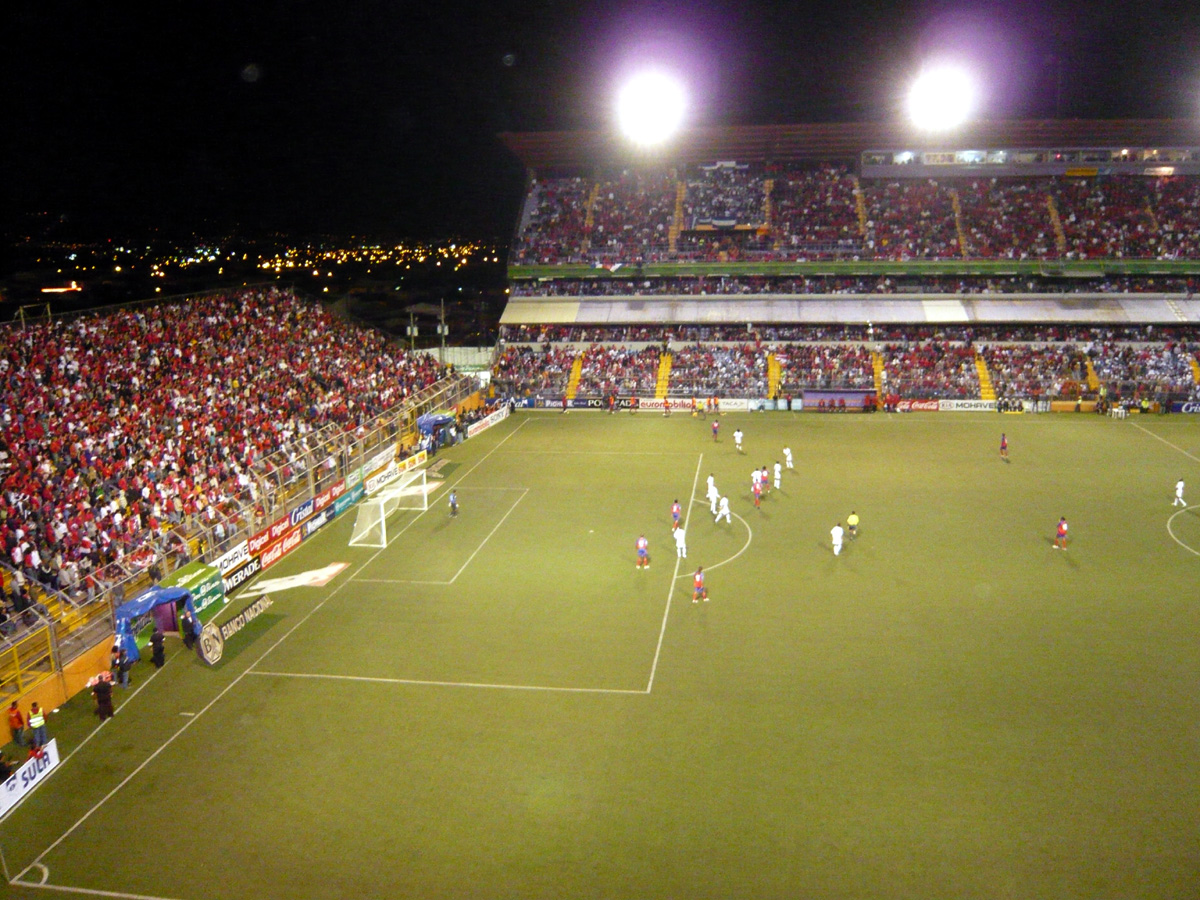
Rencontre Costa Rica-Honduras du 11 février 2009

Les éliminatoires de la zone Amérique du Nord, centrale et Caraïbe (CONCACAF) regroupent 35 pays en vue d'attribuer trois tickets directement qualificatifs et un pour un match de barrage.
Lors du premier tour, les 22 équipes les moins bien classées (au classement FIFA) de la zone se rencontrent en onze séries de matchs à élimination directe par paires de matchs aller-retour. Les onze vainqueurs ainsi que Saint-Vincent-et-les-Grenadines (devant participer officiellement à ce tour mais en étant d'office qualifié et ne devant pas jouer) accèdent au second tour. Également, trois de ces onze séries de matchs se jouent en aller simple.
Au second tour, les douze premières nations de la CONCACAF et les douze équipes issues du premier tour se rencontrent en douze séries de matchs à élimination directe par paires de matchs aller-retour. Les douze équipes victorieuses accèdent au troisième tour.
Dans le troisième tour, les douze nations restantes sont réparties en trois groupes de quatre équipes qui se rencontrent en matchs aller-retour. Les deux premiers de chaque groupe sont qualifiés pour le quatrième tour.
Lors du quatrième tour, les six nations restantes se retrouvent dans un groupe final en matchs aller-retour. Les trois meilleures équipes se qualifient pour la coupe du monde 2010. L’équipe classée quatrième, le Costa Rica se qualifie pour un barrage contre le cinquième de la zone Amérique du Sud. Le Costa Rica perd ce barrage.

#### Tour final (4etour)
| Rang | Équipe            | Pts | J  | G | N | P | Bp | Bc | Diff |
| ---- | ----------------- | --- | -- | - | - | - | -- | -- | ---- |
| 1    | États-Unis        | 20  | 10 | 6 | 2 | 2 | 19 | 13 | +6   |
| 2    | Mexique           | 19  | 10 | 6 | 1 | 3 | 18 | 12 | +6   |
| 3    | Honduras          | 16  | 10 | 5 | 1 | 4 | 17 | 11 | +6   |
| 4    | Costa Rica        | 16  | 10 | 5 | 1 | 4 | 15 | 15 | 0    |
| 5    | Salvador          | 8   | 10 | 2 | 2 | 6 | 9  | 15 | -6   |
| 6    | Trinité-et-Tobago | 6   | 10 | 1 | 3 | 6 | 10 | 22 | -12  |

#### Barrage AmNord - AmSud
| Équipe 1   | Résultat | Équipe 2 | Aller | Retour |
| ---------- | -------- | -------- | ----- | ------ |
| Costa Rica | 1 - 2    | Uruguay  | 0 - 1 | 1 - 1  |

#### Qualifiés
États-Unis,  Mexique,  Honduras

### Amérique du Sud

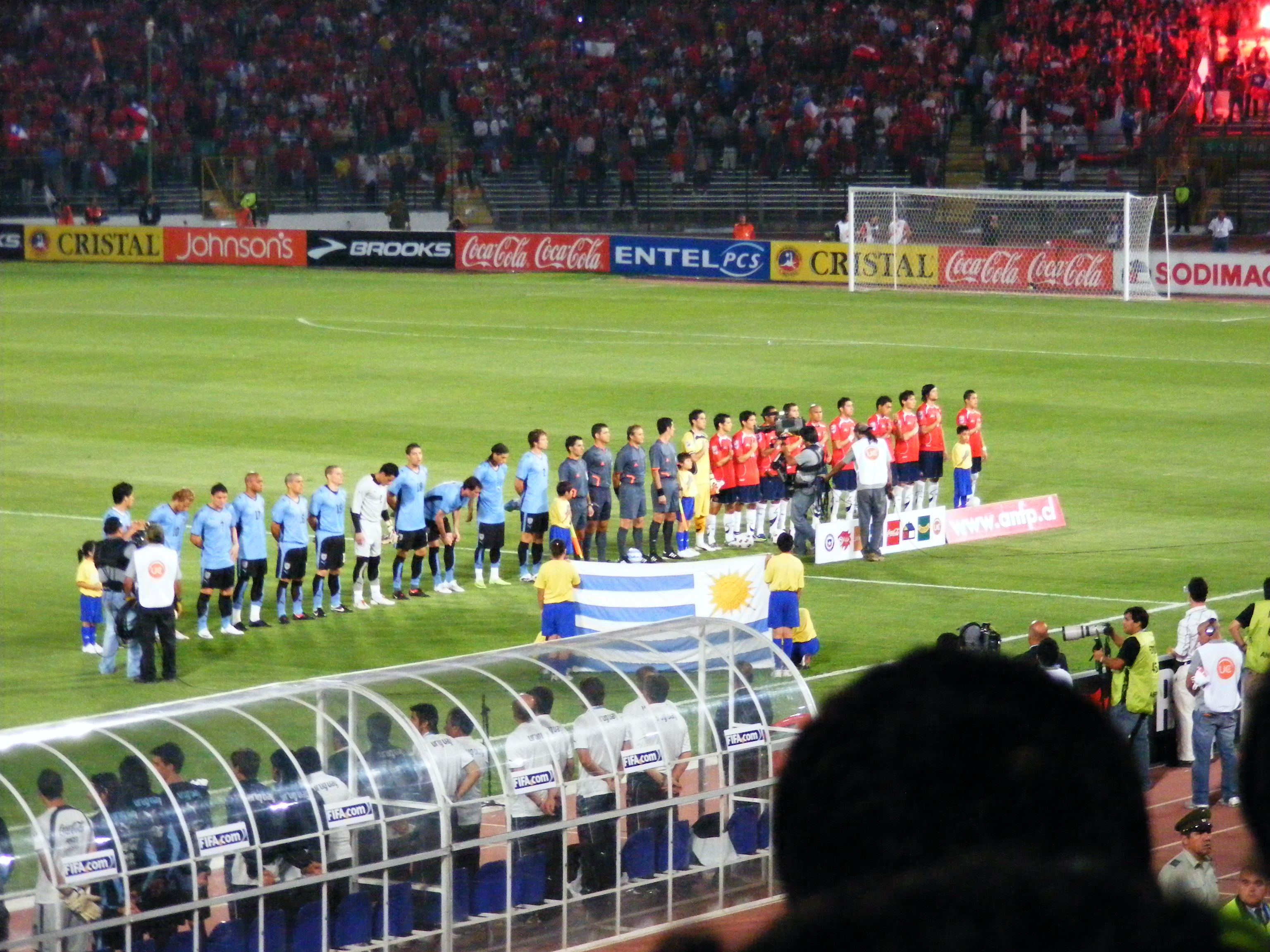
Rencontre Chili-Uruguay du 1er avril 2009

Les éliminatoires de la zone Amérique du Sud (CONMEBOL) se sont disputées du 13 octobre 2007 au 13 octobre 2009. Les qualifications consistent en un mini-championnat en matchs aller-retour regroupant les dix pays engagés. Au total, 18 journées se sont déroulées afin de connaître les quatre qualifiés directs pour la Coupe du monde 2010. Le cinquième de ce mini-championnat, l'Uruguay, est passé par les barrages via un affrontement aller-retour contre le quatrième de la zone Amérique du Nord, centrale et Caraïbes, le Costa Rica. L'Uruguay a remporté ce barrage.

#### Groupe qualificatif
| Rang | Équipe    | Pts | J  | G  | N | P  | Bp | Bc | Diff |
| ---- | --------- | --- | -- | -- | - | -- | -- | -- | ---- |
| 1    | Brésil    | 34  | 18 | 9  | 7 | 2  | 33 | 11 | +22  |
| 2    | Chili     | 33  | 18 | 10 | 3 | 5  | 32 | 22 | +10  |
| 3    | Paraguay  | 33  | 18 | 10 | 3 | 5  | 24 | 16 | +8   |
| 4    | Argentine | 28  | 18 | 8  | 4 | 6  | 23 | 20 | +3   |
| 5    | Uruguay   | 24  | 18 | 6  | 6 | 6  | 28 | 20 | +8   |
| 6    | Équateur  | 23  | 18 | 6  | 5 | 7  | 22 | 26 | -4   |
| 7    | Colombie  | 23  | 18 | 6  | 5 | 7  | 14 | 18 | -4   |
| 8    | Venezuela | 22  | 18 | 6  | 4 | 8  | 23 | 29 | -6   |
| 9    | Bolivie   | 15  | 18 | 4  | 3 | 11 | 22 | 36 | -14  |
| 10   | Pérou     | 13  | 18 | 3  | 4 | 11 | 11 | 34 | -23  |

| Équipe 1   | Résultat | Équipe 2 | Aller | Retour |
| ---------- | -------- | -------- | ----- | ------ |
| Costa Rica | 1 - 2    | Uruguay  | 0 - 1 | 1 - 1  |

L'Uruguay prend le dernier ticket et se qualifie pour la Coupe du monde 2010.

#### Qualifiés
Brésil,  Chili,  Paraguay,  Argentine

 Uruguay

### Asie

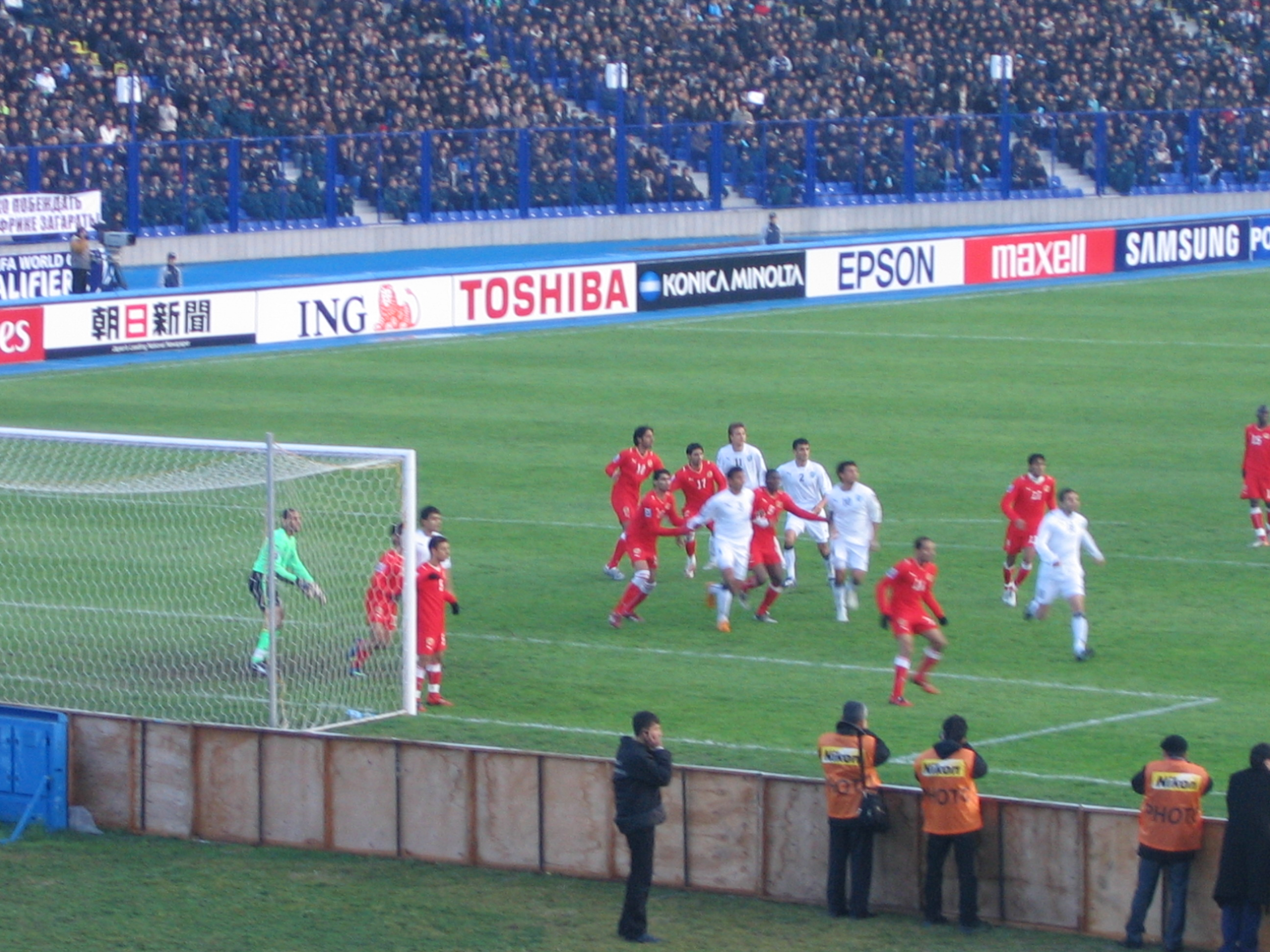
Match entre l'Ouzbékistan (en blanc) et Bahreïn (en rouge) le 11 février 2009

Les éliminatoires de la zone Asie (AFC) sont disputés par 43 nations issues du continent asiatique. Il est toutefois à noter que parmi celles-ci, l'Australie devenue membre de l'AFC et issue d'Océanie, participe à ces éliminatoires. À la fin de ceux-ci, quatre tickets directement qualificatifs pour la Coupe du monde 2010 ainsi qu'un ticket pour un barrage sont attribués.
Lors du premier tour, les 38 équipes les moins bien classées (au classement FIFA) de la zone se rencontrent en 19 séries de matchs à élimination directe par paires de matchs aller-retour. Huit des dix-neuf vainqueurs sont qualifiés pour le second tour, les autres sont directement qualifiés pour le troisième tour.
Au second tour, les huit moins bonnes équipes (au classement FIFA) issues du premier tour se rencontrent en quatre séries de matchs à élimination directe par paires de matchs aller-retour. Les onze meilleures en sont dispensées. Les quatre vainqueurs se qualifient pour le troisième tour.
Dans le troisième tour, les quatre pays issus du second tour, les onze directement qualifiés après le premier tour et les cinq meilleures équipes de la zone (au classement FIFA) sont répartis en cinq groupes de quatre équipes et se rencontrent en matchs aller-retour. Les deux premiers de chaque groupe sont qualifiés pour le quatrième tour.
Au quatrième tour, les dix nations encore en lice issues du troisième tour sont réparties en deux groupes de cinq équipes qui se rencontrent en matchs aller-retour. Les deux meilleures de chaque groupe sont qualifiées pour la Coupe du monde 2010. Les troisièmes de chaque groupe se qualifient pour le cinquième tour.
Au cinquième tour, les deux équipes ayant fini troisièmes de leur groupe ( Bahreïn et  Arabie saoudite) s'affrontent lors d'un barrage se disputant en match aller-retour.  Bahreïn se qualifie à l'issue pour un second match de barrage face au vainqueur de la zone Océanie, la  Nouvelle-Zélande qu'il perd.

#### Tour final (4etour)
| Rang | Équipe      | Pts | J | G | N | P | Bp | Bc | Diff |
| ---- | ----------- | --- | - | - | - | - | -- | -- | ---- |
| 1    | Australie   | 20  | 8 | 6 | 2 | 0 | 12 | 1  | +11  |
| 2    | Japon       | 15  | 8 | 4 | 3 | 1 | 11 | 6  | +5   |
| 3    | Bahreïn     | 10  | 8 | 3 | 1 | 4 | 6  | 8  | -2   |
| 4    | Qatar       | 6   | 8 | 1 | 3 | 4 | 5  | 14 | -9   |
| 5    | Ouzbékistan | 4   | 8 | 1 | 1 | 6 | 5  | 10 | -5   |

| Rang | Équipe              | Pts | J | G | N | P | Bp | Bc | Diff |
| ---- | ------------------- | --- | - | - | - | - | -- | -- | ---- |
| 1    | Corée du Sud        | 16  | 8 | 4 | 4 | 0 | 12 | 4  | +8   |
| 2    | Corée du Nord       | 12  | 8 | 3 | 3 | 2 | 7  | 5  | +2   |
| 3    | Arabie saoudite     | 12  | 8 | 3 | 3 | 2 | 8  | 8  | 0    |
| 4    | Iran                | 11  | 8 | 2 | 5 | 1 | 8  | 7  | +1   |
| 5    | Émirats arabes unis | 1   | 8 | 0 | 1 | 7 | 6  | 17 | -11  |

#### Barrage Asie (5etour)
| Équipe 1 | Résultat    | Équipe 2        | Aller | Retour |
| -------- | ----------- | --------------- | ----- | ------ |
| Bahreïn  | E- 2 2 E- 2 | Arabie saoudite | 0 - 0 | 2 - 2  |

#### Barrage Asie - Océanie
| Équipe 1 | Résultat | Équipe 2         | Aller | Retour |
| -------- | -------- | ---------------- | ----- | ------ |
| Bahreïn  | 0 - 1    | Nouvelle-Zélande | 0 - 0 | 0 - 1  |

#### Qualifiés
Australie,  Japon,  Corée du Sud,  Corée du Nord

### Océanie
Les éliminatoires de la zone Océanie (OFC) concernent dix nations. Notons à ce propos que l'Australie n'est plus concernée par cette zone puisqu'elle est passée membre de l'AFC, la fédération asiatique de football. La particularité de ces éliminatoires est qu'il n'est pas certain qu'ils attribuent un ticket qualificatif pour le mondial. En effet, au terme de ceux-ci, une seule nation se voit remettre un ticket pour un barrage à disputer face à une équipe asiatique. Si toutefois elle ne l'emporte pas, aucune nation n'est représentée à la Coupe du monde 2010 pour l'Océanie.
Au premier tour, vont s'opposer les neuf moins bonnes équipes de la zone (au classement FIFA) ainsi que les Tuvalu (non-membre de la FIFA). Cette présence est liée au fait que ce premier tour ne sert pas uniquement d'éliminatoires à la Coupe du monde 2010 mais entre aussi dans le cadre des Jeux du Pacifique Sud 2007 organisés aux Fidji. Ces Jeux du Pacifique Sud consistent en une première phase de deux groupes de cinq équipes qui s'affrontent en matchs aller. De chaque groupe, les deux meilleures équipes passent aux demi-finales. Les vainqueurs des demi-finales jouent alors la finale tandis que les deux perdants jouent la consolation. Les deux finalistes ainsi que le vainqueur de la consolation sont qualifiés pour le deuxième tour de ces éliminatoires, pour peu que n'y figure pas Tuvalu, auquel cas on reprend le quatrième de ces Jeux du Pacifique Sud 2007.
Pour le second tour des qualifications, les trois équipes issues du premier tour ainsi que la mieux classée de la zone (dans ce cas la Nouvelle-Zélande) sont regroupées dans un seul et même groupe où elles s'affrontent en matchs aller-retour dans le cadre de l’OFC Nation Cup 2008. 
L'équipe victorieuse est désigné vainqueur de l'OFC Nation Cup 2008 et est qualifiée pour les barrages face à une équipe de la zone Asie, barrage dont le vainqueur est qualifié pour la Coupe du monde 2010.
Le 6 septembre 2008, la  Nouvelle-Zélande remporte l'OFC Nation Cup 2008 et est désigné barragiste face au Bahreïn, cinquième du continent asiatique. La Nouvelle-Zélande remporte ce barrage et se qualifie pour la Coupe du monde 2010.

#### Coupe d'Océanie de football 2008
| Rang | Équipe             | Pts | J | G | N | P | Bp | Bc | Diff |
| ---- | ------------------ | --- | - | - | - | - | -- | -- | ---- |
| 1    | Nouvelle-Zélande   | 15  | 6 | 5 | 0 | 1 | 14 | 5  | +9   |
| 2    | Nouvelle-Calédonie | 8   | 6 | 2 | 2 | 2 | 12 | 10 | +2   |
| 3    | Fidji              | 7   | 6 | 2 | 1 | 3 | 8  | 11 | -3   |
| 4    | Vanuatu            | 4   | 6 | 1 | 1 | 4 | 5  | 10 | -5   |

#### Barrage Océanie - Asie
| Équipe 1 | Résultat | Équipe 2         | Aller | Retour |
| -------- | -------- | ---------------- | ----- | ------ |
| Bahreïn  | 0 - 1    | Nouvelle-Zélande | 0 - 0 | 0 - 1  |

La Nouvelle-Zélande  se qualifie pour la Coupe du monde 2010.

#### Qualifié
Nouvelle-Zélande

### Meilleurs buteurs (toutes confédérations)
| Pos | Joueur              | Pays                 | Zone | Buts |
| --- | ------------------- | -------------------- | ---- | ---- |
| 1   | Moumouni Dagano     | Burkina Faso         | AFR  | 12   |
| 1   | Osea Vakatalesau    | Fidji                | OCE  | 12   |
| 3   | Theofanis Gekas     | Grèce                | EUR  | 10   |
| 4   | Wayne Rooney        | Angleterre           | EUR  | 9    |
| 4   | Edin Džeko          | Bosnie-Herzégovine   | EUR  | 9    |
| 4   | Luís Fabiano        | Brésil               | AMS  | 9    |
| 4   | Samuel Eto'o        | Cameroun             | AFR  | 9    |
| 4   | Humberto Suazo      | Chili                | AMS  | 9    |
| 4   | Seule Soromon       | Vanuatu              | OCE  | 9    |
| 10  | Razak Omotoyossi    | Bénin                | AFR  | 8    |
| 10  | Joaquín Botero      | Bolivie              | AMS  | 8    |
| 10  | Frédéric Kanouté    | Mali                 | AFR  | 8    |
| 10  | Shane Smeltz        | Nouvelle-Zélande     | OCE  | 8    |
| 10  | Maksim Shatskikh    | Ouzbékistan          | ASIE | 8    |
| 10  | Rudis Corrales      | Salvador             | AMC  | 8    |
| 10  | Sarayoot Chaikamdee | Thaïlande            | ASIE | 8    |
| 17  | Miroslav Klose      | Allemagne            | EUR  | 7    |
| 17  | Marcelo Martins     | Bolivie              | AMS  | 7    |
| 17  | David Villa         | Espagne              | EUR  | 7    |
| 17  | Carlos Pavon        | Honduras             | AMC  | 7    |
| 17  | Commins Menapi      | Îles Salomon         | OCE  | 7    |
| 17  | Luton Shelton       | Jamaïque             | AMC  | 7    |
| 17  | Diego Forlán        | Uruguay              | AMS  | 7    |
| 24  | Lukas Podolski      | Allemagne            | EUR  | 6    |
| 24  | Marc Janko          | Autriche             | EUR  | 6    |
| 24  | Wesley Sonck        | Belgique             | EUR  | 6    |
| 24  | Ali Gerba           | Canada               | AMC  | 6    |
| 24  | Park Ji-Sung        | Corée du Sud         | ASIE | 6    |
| 24  | Bryan Ruiz          | Costa Rica           | AFR  | 6    |
| 24  | Alvaro Saborio      | Costa Rica           | AMC  | 6    |
| 24  | Didier Drogba       | Côte d'Ivoire        | AFR  | 6    |
| 24  | Ismail Matar        | Émirats arabes unis  | ASIE | 6    |
| 24  | Jozy Altidore       | États-Unis           | AMC  | 6    |
| 24  | Roy Krishna         | Fidji                | OCE  | 6    |
| 24  | Carlos Ruiz         | Guatemala            | AMC  | 6    |
| 24  | Carlo Costly        | Honduras             | AMC  | 6    |
| 24  | Elyaniv Barda       | Israël               | EUR  | 6    |
| 24  | Dennis Oliech       | Kenya                | AFR  | 6    |
| 24  | Ahmad Ajab          | Koweït               | ASIE | 6    |
| 24  | Chiukepo Msowoya    | Malawi               | AFR  | 6    |
| 24  | Seydou Keita        | Mali                 | AFR  | 6    |
| 24  | Salvador Cabañas    | Paraguay             | AMS  | 6    |
| 24  | Euzebiusz Smolarek  | Pologne              | EUR  | 6    |
| 24  | Robbie Keane        | République d'Irlande | AMC  | 6    |
| 24  | Eliseo Quintanilla  | Salvador             | AMC  | 6    |
| 24  | Stanislav Šesták    | Slovaquie            | EUR  | 6    |
| 24  | Andriy Shevchenko   | Ukraine              | EUR  | 6    |
| 24  | Sebastián Abreu     | Uruguay              | AMS  | 6    |
| 24  | Francois Sakama     | Vanuatu              | OCE  | 6    |
| 24  | Giancarlo Maldonado | Venezuela            | AMS  | 6    |

AFR: Afrique

AMC: Amérique centrale, du Nord et des Caraïbes

AMS: Amérique du Sud

ASIE: Asie

EUR: Europe

OCE: Océanie